# The Mayan (Energylandia)
The Mayan est un parcours de montagnes russes inversées du parc Energylandia situé à Zator en Pologne. Il s'agit du modèle Vekoma SLC 689 dont les exemplaires sont présents dans de nombreux parcs à travers le monde ,.